# 湯冷まし
湯冷まし（ゆざまし）は煎茶道における茶道具の一つ。茶を入れるための湯を冷ます道具である。
形状はピッチャーから取っ手を外したものである。湯の温度を効率よく下げるため、底より口を大きく作ってあることが多い。
この道具は日本独特の茶である玉露抽出のための道具である。玉露を抽出するには60度前後の湯が適温とされる。ボーフラややかんで沸かしたばかりの湯は熱いため、一旦冷まして温度を下げる必要がある。
紅茶や中国茶等の外国の茶道具に類例の道具は存在しない。ただし、中国茶には「茶海」という形状の類似した道具が存在する。この茶海は湯温を下げる道具ではなく、複数の湯呑に注ぐ際に抽出した茶を急須（「茶壺」という）から茶海に移すことで茶の濃度を均一にする道具である。
通常、湯冷ましのみが単独で売られていることは少なく、同じデザインの急須あるいは宝瓶（泡瓶）と茶碗数個とセットになって販売されていることが多い。